# 德瓦科泰
德瓦科泰（Devakottai），是印度泰米尔纳德邦Sivaganga县的一个城镇。总人口40846（2001年）。

## 人口
该地2001年总人口40846人，其中男性20110人，女性20736人；0—6岁人口4089人，其中男2081人，女2008人；识字率79.77%，其中男性为85.02%，女性为74.68%。